# Machův princip

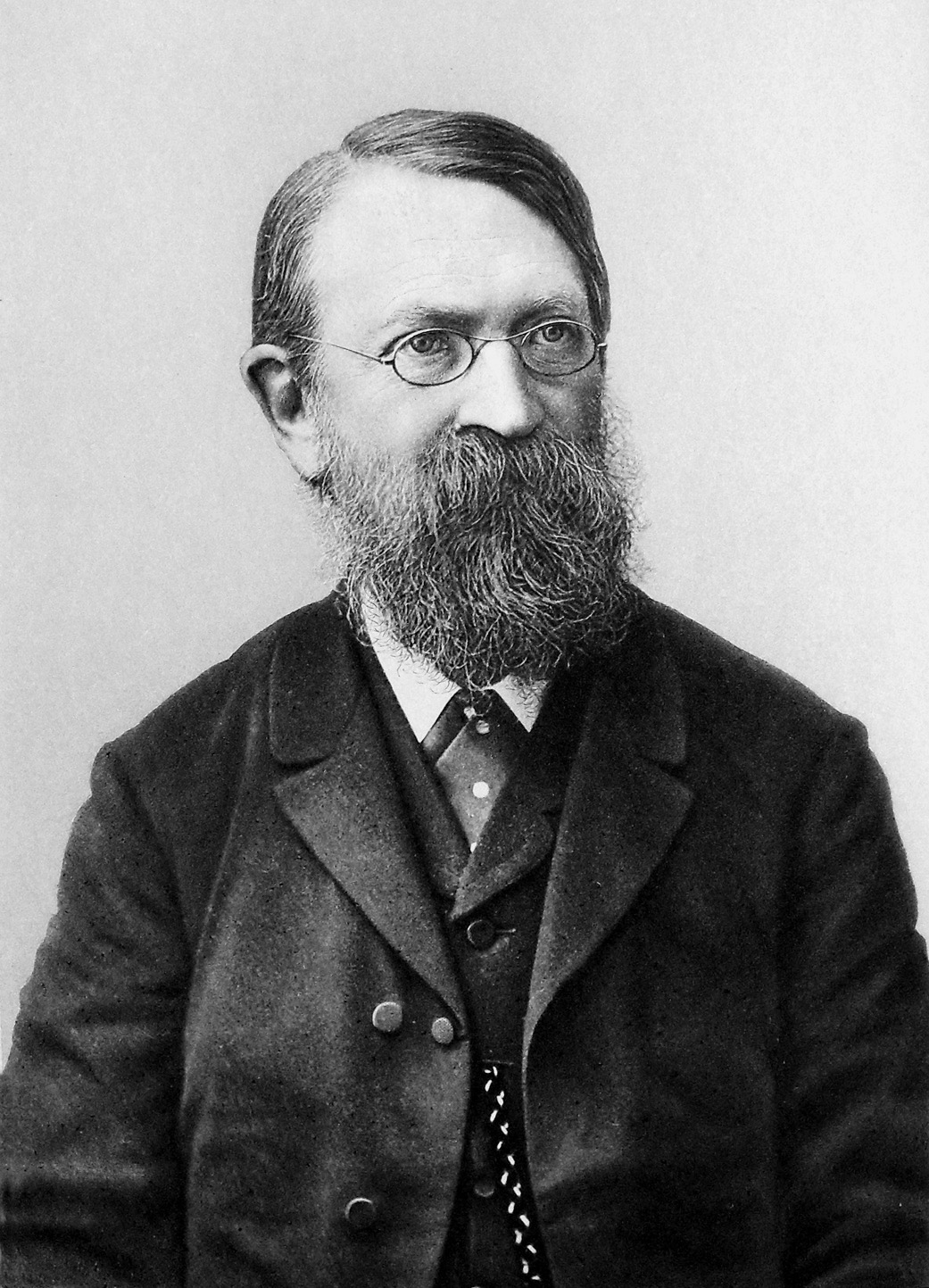
Ermst Mach, který Machův princip formuloval

Machův princip je poměrně vágně formulovaná hypotéza Ernsta Macha, podle které je setrvačnost těles způsobena gravitačním působením okolní, i velmi vzdálené hmoty.
Tato představa ovlivnila Alberta Einsteina při tvorbě obecné teorie relativity.
Během času se objevilo mnoho různých, obvykle konkrétnějších, formulací tohoto principu. První se objevily dokonce již před Machem. Zmiňuje se o něm i George Berkeley.

## Slabý a silný Machův princip
Ačkoli Mach sám tak nikdy nečinil, jeho princip lze formulovat dvěma různými způsoby: slabým a silným. Slabý Machův princip zavrhuje Newtonův absolutní prostor jako zbytečnost a nahrazuje ho vztažnou soustavou spojenou s nepohyblivými hvězdami. Tím zároveň také nahrazuje první Newtonův zákon formulí
{\displaystyle {\frac {\mathrm {d} ^{2}\!\left({\frac {\sum m_{i}r_{i}}{\sum m_{i}}}\right)}{\mathrm {d} t^{2}}}=0,}
kde suma je přes hmotnosti {\displaystyle m_{i}} všech těles ve vesmíru, přičemž vzdálená tělesa jsou důležitější, protože suma v čitateli obsahuje vzdálenost {\displaystyle r_{i}}.. Ve vesmíru s dostatečně statickými vzdálenými tělesy pak tento výraz vede k setrvačnosti těles v „inerciálních vztažných soustavách“. Mach si byl vědom, že tato rovnice sama o sobě nemůže nahradit celou newtonovskou mechaniku, a také, že v nekonečném vesmíru by nutně setrvačnost všech těles byla nekonečná. Připouštěl i, že rovnice nemusí být platná ve vesmíru, ve kterém by se vzdálené hvězdy navzájem rychle pohybovaly.
Oproti slabému principu, Machův silný princip má ambice newtonovskou mechaniku nahradit a je relativistický, protože počítá jen s relativními vzdálenostmi a jejich časovými derivacemi. Machovi následníci (Barbour, Bertotti) z něj odstranili i absolutní čas. Známá je Machova kritika Newtonova experimentu s rotujícím kbelíkem plným vody. Mach odstředivé síly, které tvarují hladinu vody v kbelíku, vysvětloval jako důsledek relativního zrychlení obsahu kbelíku vůči hmotě ve vesmíru. Podle něj by experiment dopadl stejně, kdyby kbelík stál a točil se kolem něho celý vesmír.
Právě tento, „silný“ přístup velmi ovlivnil Alberta Einsteina.

## Machův princip versus obecná teorie relativity
Machův princip ve své obecné podobě je neslučitelný s obecnou teorií relativity, široce uznávanou a velmi přesně platící teorií gravitace. Podle Machova principu by se například měla setrvačnost tělesa zvýšit, pokud v jeho okolí budou další hmotná tělesa. Podle Machova principu by také zmizela setrvačnost těles, pokud by zmizelo gravitační přitahování okolních těles. V obecné teorii relativity je setrvačnost tělesa jeho vlastností a je nezávislá na tom, kolik hmoty v okolí tělesa je.

## Machův princip dnes
Přestože žádný experiment nikdy nepřinesl důkaz, že by Machův princip odpovídal přírodě lépe než obecná teorie relativity, která navíc umí velmi přesně a vcelku jednoduše předpovědět celou řadu jevů, Machův princip je stále živá myšlenka a dodnes jsou dělány pokusy o její vzkříšení. Obvykle tak bývá formulován tak, aby nebyl v přímém sporu s obecnou teorií relativity.